# Pastor Troy
Pastor Troy (* 1977 in College Park, Georgia; eigentlich Micah Levar Troy) ist ein US-amerikanischer Rapper.

## Werdegang
Micah Troy ist der Sohn eines Pastors. Auf Grund des militärischen Drills seines Vaters wuchs Troy in einem strengen Haushalt auf. Troys Vater achtete penibel darauf, dass Religion und Kirche schon im frühen Alter wichtige Bestandteile des Lebens seines Sohns waren. Der junge Troy wurde auch mit dem Leben auf der Straße konfrontiert. Es ist dieser Widerspruch von Einflüssen, der in seinem Gesang reflektiert wird: Der respektvolle Sohn des Predigers, der es aber versteht, seine rebellische Seite nicht zu unterdrücken, ihr aber trotzdem widerstehen kann.
Pastor Troy gehört zur Szene des Dirty South, was sich auch in Projekten mit Lil Jon und anderen Musikern dieses Genres widerspiegelt. Troy steht momentan unter Vertrag bei Money & The Power Records und SMC Records. Außerdem gehört er der Gruppe DSGB an.

## Diskografie

### Solo
- 1999: We Ready: I Declare War
- 2000: Pastor Troy for President
- 2000: I Am D.S.G.B.
- 2001: Face Off
- 2002: Hell 2 Pay
- 2002: Universal Soldier
- 2004: By Any Means Necessary
- 2005: Face Off: Part II
- 2005: Face Off: Part II (Chopped & Screwed)
- 2006: Stay Tru
- 2006: By Choice or by Force
- 2007: Tool Muziq
- 2008: Attitude Adjuster
- 2008: A.T.L. (A-Town Legend)
- 2008: Troy
- 2009: Feel Me or Kill Me
- 2009: Ready for War
- 2009: Love Me, Hate Me
- 2010: G.I. Troy – Strictly 4 My Soldiers
- 2010: Zero Tolerence
- 2010: Attitude Adjuster 2 (erscheint am 15. Juni)
- 2010: King Of All Kings [Release: 3. August 2010]
- 2012: The Last Outlaw
- 2013: The Streets Need You…

### D.S.G.B.
- 2001: The Last Supper
- 2003: Til Death Do Us Part

### Kollaborationen
- 2000: Book I mit „The Congregation“
- 2005: Hood Hustlin': The Mix Tape, Vol. 1 mit „Nino P.K.O.“
- 2005: Hood Hustlin': The Mix Tape, Vol. 2 (Slowed & Chopped) mit „Nino P.K.O.“
- 2006: Down South Hood Hustlin’ mit „Nino P.K.O.“
- 2006: Atlanta 2 Memphis mit „Criminal Manne“
- 2008: A-Town Legends Vol. 2 mit „Khujo & T-Mo (of Goodie Mob)“